# 高地陶恩山脈

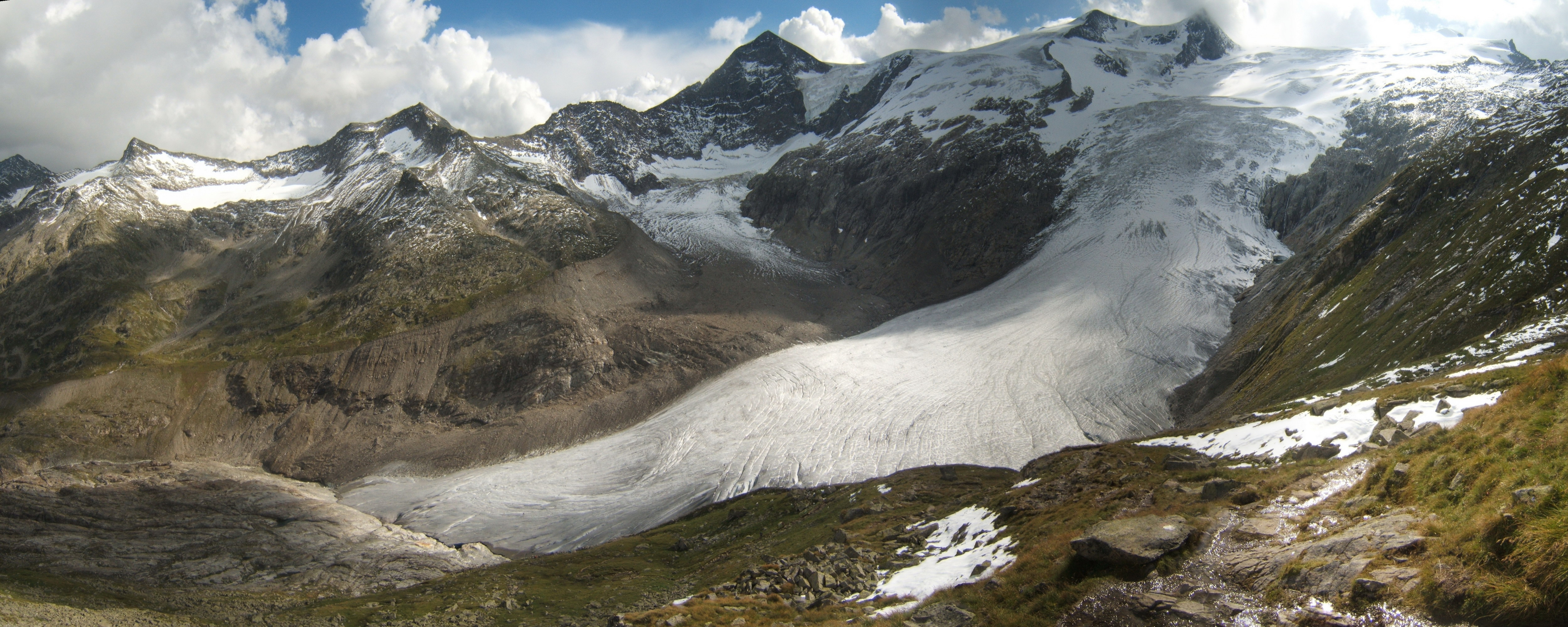

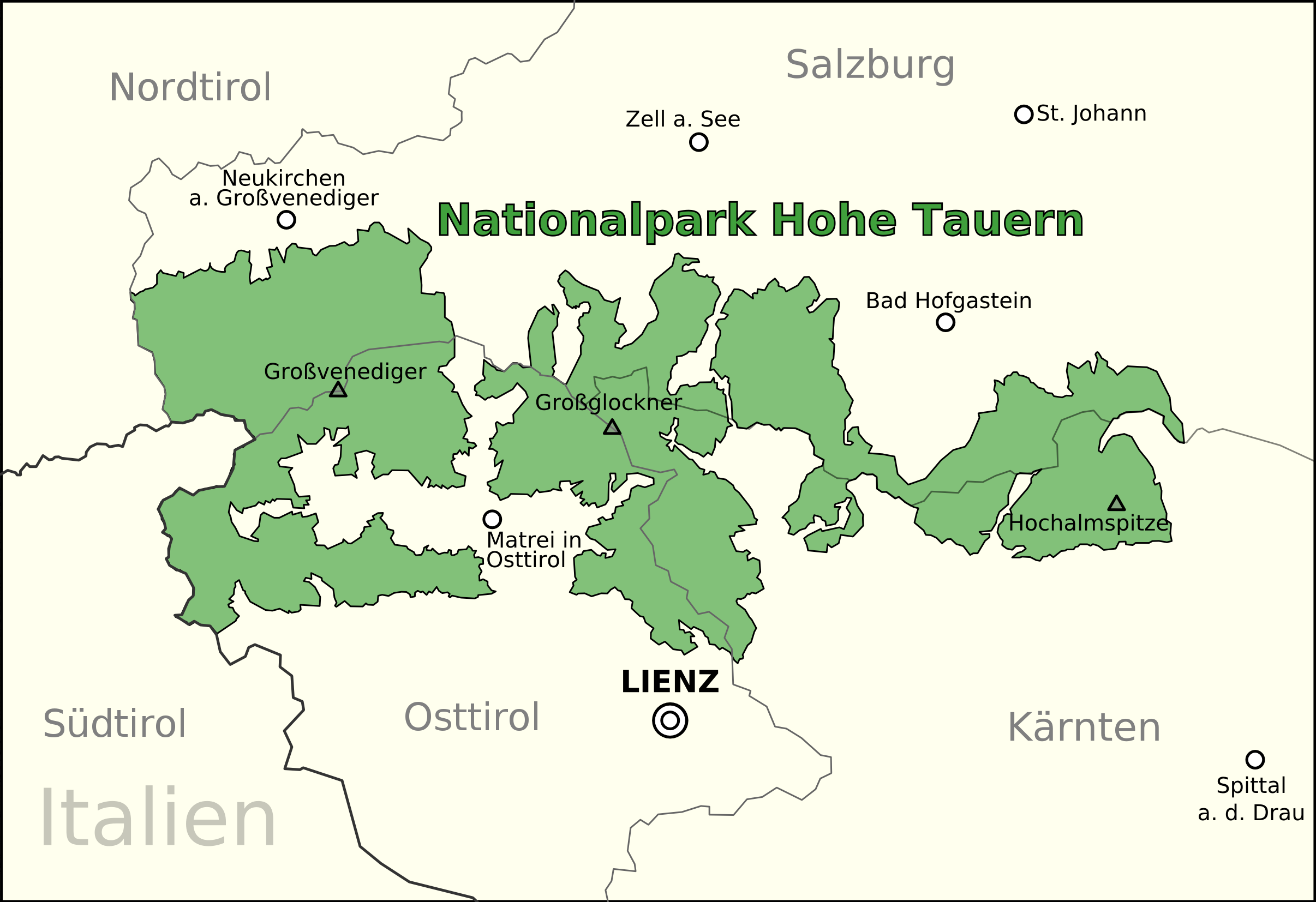

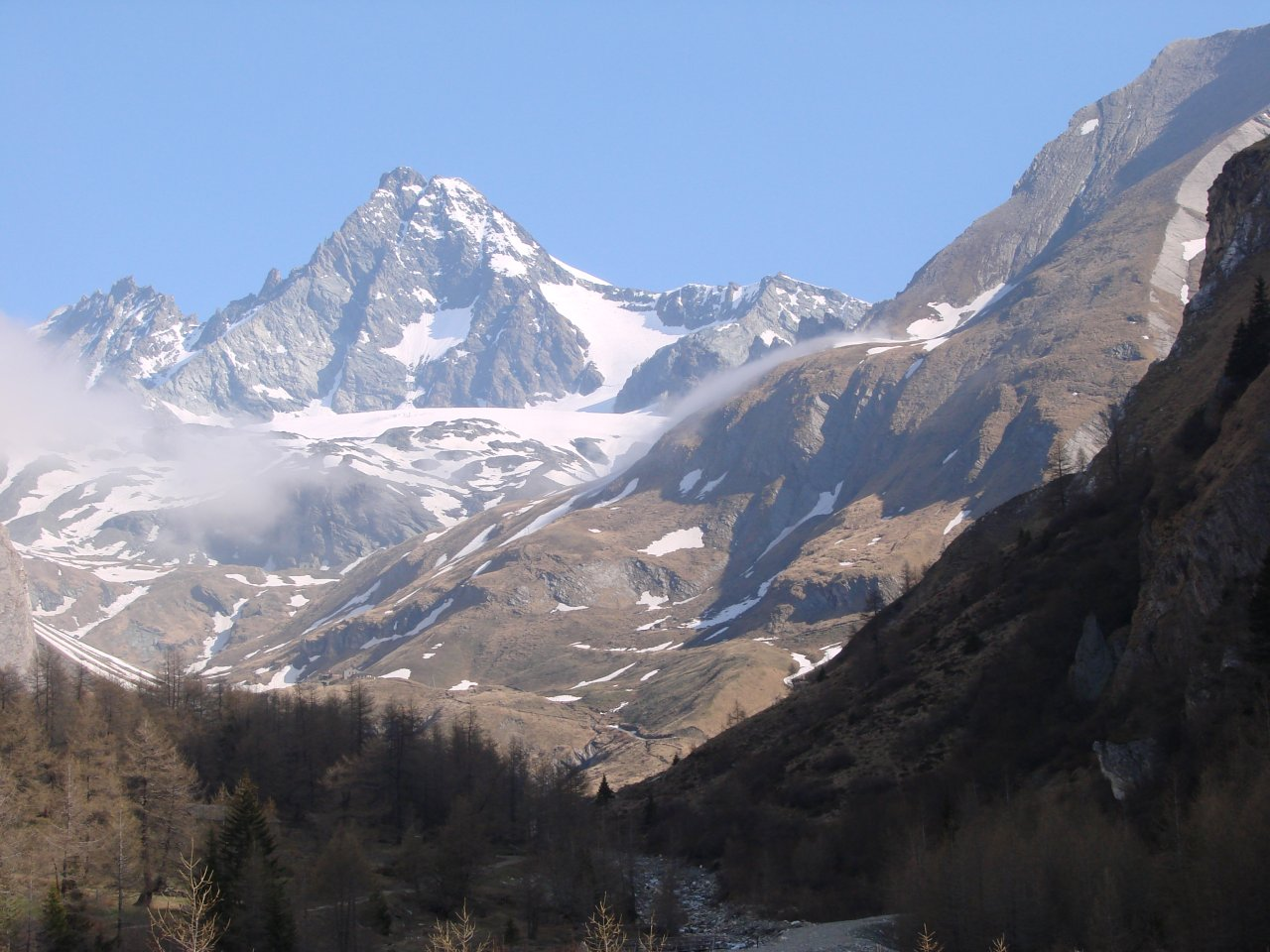

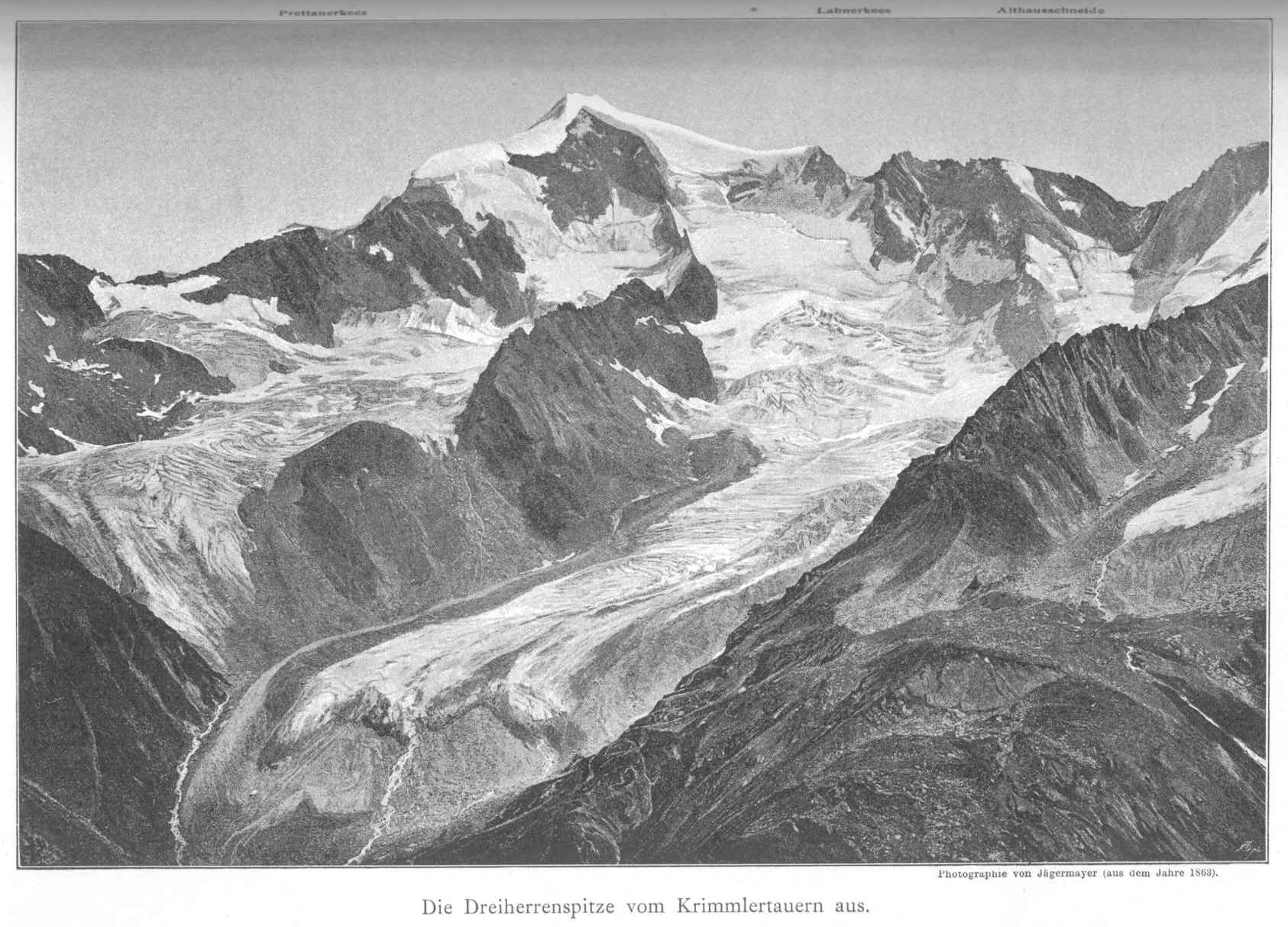

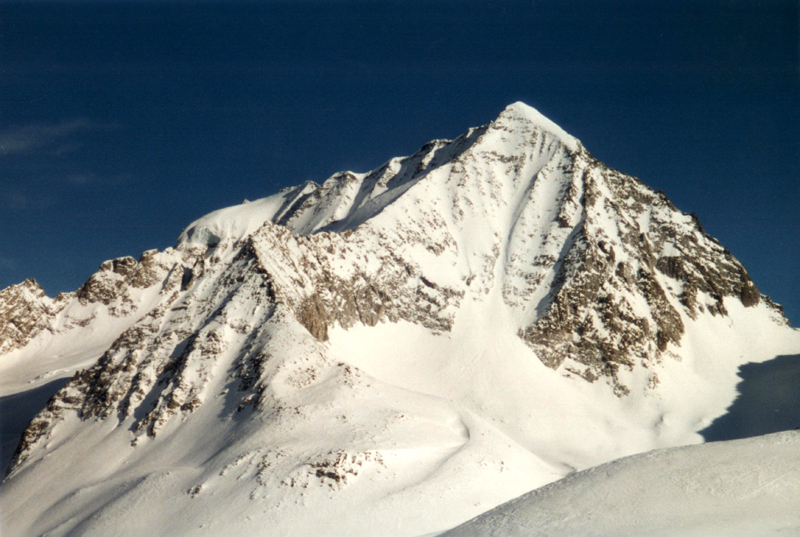

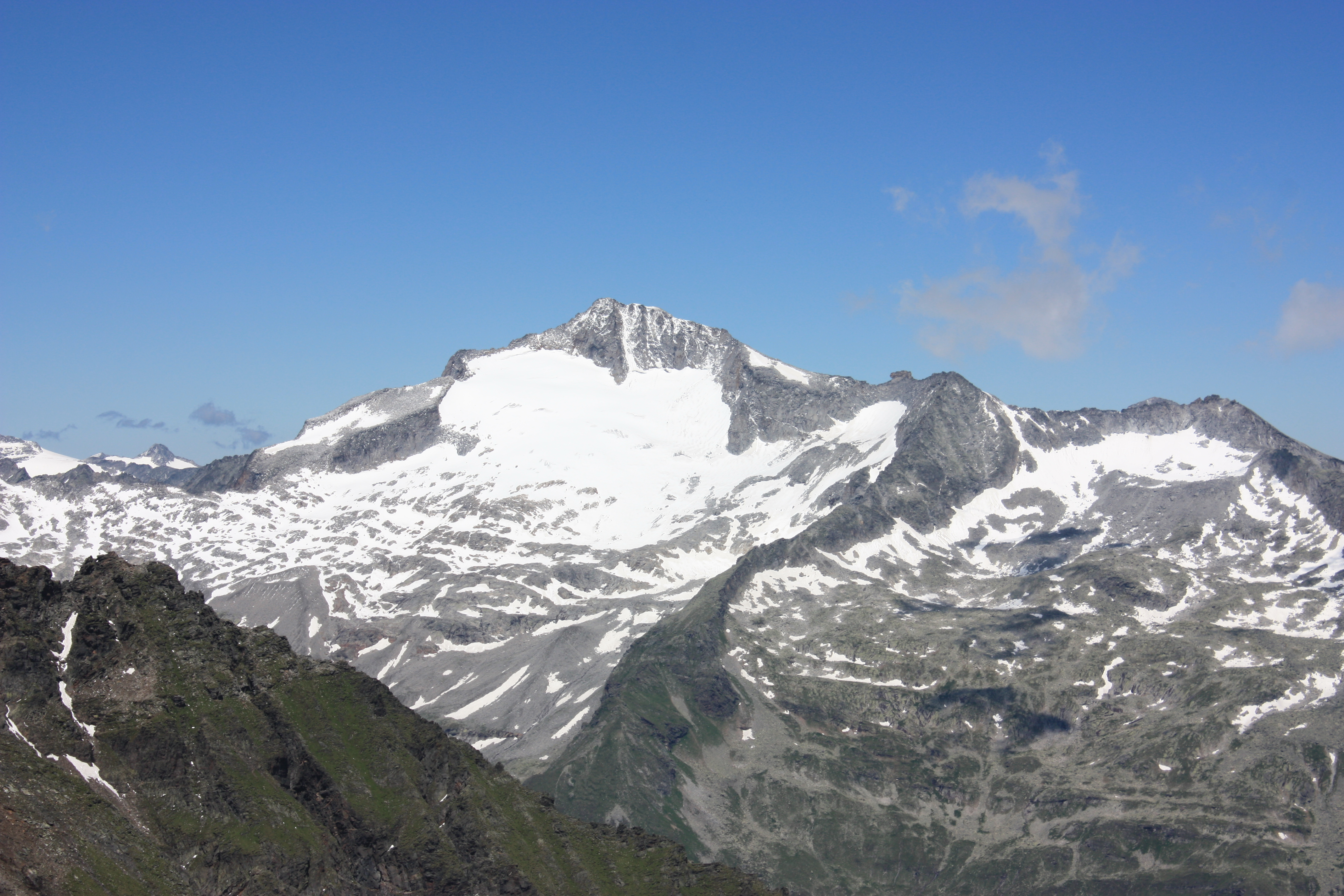

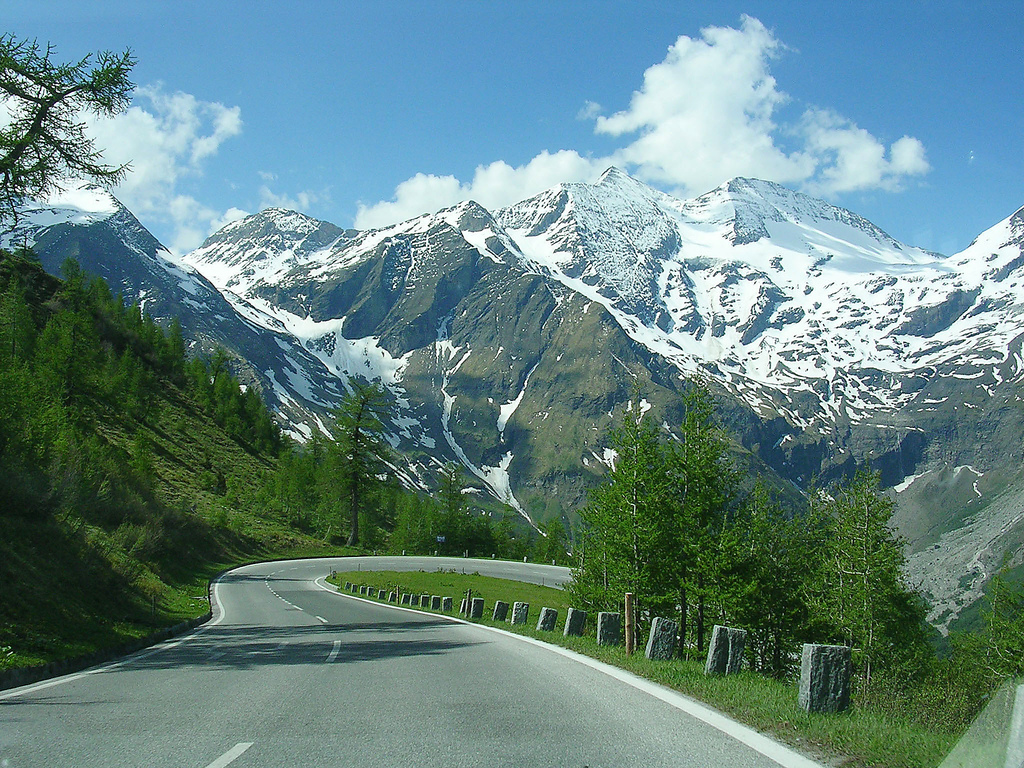

高地陶恩山脈（德語：Hohe Tauern）亦称上陶恩山，是歐洲的山脈，是中阿爾卑斯山脈的一部分，長130公里、寬50公里，橫跨奧地利和意大利，最高點海拔高度3,798米，由片麻岩和片岩組成的山體在古生代形成。